# Gia Derza
Gia Derza (* 15. Dezember 1998 in Mayfield, Cuyahoga County, Ohio, USA) ist eine US-amerikanische Pornodarstellerin.

## Werdegang
Derza ging an die Kent State University, wo sie mit dem Studium der Soziologie und Kriminologie begann. Sie arbeitete außerhalb des Studiums in der Cafeteria. Sie entschied sich, ihr Studium abzubrechen und in die Pornoindustrie einzusteigen. Dort debütierte sie 2018 mit 20 Jahren in einem Amateur-Porno für die Videoseite Peter Girls. Ihr kommerzielles Debüt hatte sie 2018 im Film Slut Puppies #12 von Jules Jordan. Es war nach einer Szene mit der Schauspielerin Abella Danger, als sie sich mit Spiegler Girls in Kontakt brachte, der Modelfirma, die sie seit Juli 2018 vertritt.
Als Schauspielerin hat sie unter anderem für Studios wie Evil Angel, HardX, Pervcity, Jules Jordan Video, Mile High, 3. Grad, Zero Tolerance, Girlfriends Films, Tushy, Naughty America, Reality Kings und Digital Sin gearbeitet.
2019 erhielt sie zwei Nominierungen bei den AVN- und XBIZ-Awards für die beste neue Darstellerin. Mit Markus Dupree für Oil Slick erhielt sie eine weitere Nominierung in der Kategorie „Beste Analsexszene“.

## Auszeichnungen
- 2019: XRCO Award – Winner: New Starlet of the Year[3]
- 2021: XRCO Award – Superslut[2]
- 2022: XRCO Award – Superslut
- 2022: AVN Award – Best Lesbian Group Sex Scene in WLT S01E04: Saying Goodbye[4]
- 2023: AVN Award – Best Double Penetration Sex Scene in GIA[4]

## Filmografie (Auswahl)
- 2018: Mandingo Massacre 14
- 2018: Slut Puppies 12
- 2018: Young Hot Ass
- 2018: Anal Angels 2
- 2018: Big Anal Asses 8
- 2018: Perv City University Anal Majors 6
- 2019: Anal Beauty 12
- 2019: Big Wet Asses 28
- 2019: It’s a Daddy Thing! 9
- 2019: Massive Asses 11
- 2019: Oil Explosion 4
- 2019: Teen Wet Asses 4
- 2019: Monster Curves 36
- 2019: Scam Angels 9
- 2019: My Dad, Your Dad 3
- 2019: Massage Creep 26
- 2019: Facialized 7
- 2019: Big Butt Volleyball Bush Babes
- 2019: All I Want For Christmas Is Anal
- 2019–2021: Tushy Raw 9, 23
- 2020: Swallowed.com 37, 40
- 2020: Teach Me 6
- 2020: All Anal Threesomes 2
- 2020: Interracial Cuties
- 2020: Lesbian Workout 4
- 2020: My Stepdaughter Is A Nympho 2
- 2020: Cardiogasm 1
- 2020: Bet Your Ass 8
- 2021: Extreme Lesbian Anal
- 2021: World Of BangBros: Petites 5
- 2021: When Girls Play 17
- 2021: Manuel Opens Their Asses 8
- 2021: Frisky Anal Nymphos
- 2021: My Young Hotwife
- 2021: In My Young Tight Ass 2
- 2021: Anal Size Queens
- 2021: Moms In Control 17